# Best of 50 Cent
Best of 50 Cent ist ein Greatest-Hits-Album des US-amerikanischen Rappers 50 Cent. Es erschien am 31. März 2017 über die Labels Shady Records, Aftermath Entertainment und Interscope Records.

## Hintergrund
Im Jahr 2002 unterschrieb 50 Cent einen Labeldeal bei Interscope Records über fünf Alben, von denen das letzte ein Greatest-Hits-Album sein sollte. Nachdem sein viertes Studioalbum Before I Self Destruct 2009 erschienen war, verließ der Rapper das Label und veröffentlichte sein fünftes Studioalbum Animal Ambition 2014 bereits über sein eigenes Label G-Unit Records. Im Februar 2017 kündigte Universal Music, zu dem Interscope Records gehört, schließlich das noch ausstehende Best-of-Album für den 31. März 2017 an.

## Inhalt
Die für das Album ausgewählten Lieder sind ausschließlich zuvor veröffentlichte Singles von 50 Cent. Sie stammen größtenteils von den über Shady Records, Aftermath Entertainment und Interscope Records veröffentlichten ersten vier Soloalben des Rappers. So wurden mit vier Songs die meisten dem dritten Album Curtis entnommen, während je drei Tracks von 50 Cents ersten beiden Alben Get Rich or Die Tryin’ und The Massacre stammen. Vom vierten Album Before I Self Destruct wurde ein Stück ausgewählt. Zudem sind drei Titel vom Soundtrack-Album Get Rich or Die Tryin’ enthalten. Die Lieder Outta Control (Remix), Get Up und I Get It In wurden zuvor auf keinem Album veröffentlicht. Als Bonussong ist des Weiteren das Lied How to Rob enthalten, das vom Soundtrack zum Film In Too Deep stammt.

## Produktion
Vier Lieder des Albums wurden von dem Musikproduzent Dr. Dre produziert, während Scott Storch die Instrumentals zu drei Songs schuf. An jeweils zwei Produktionen waren Mr. Porter, Mike Elizondo und C. Styles beteiligt. Weitere Musik stammt von Timbaland, Hi-Tek, DJ Khalil, Danja, Polow da Don, den Trackmasters, Dirty Swift, Bang Out, B-Money "B$", Sire, Apex und Ty Fyffe.

## Covergestaltung
| Professionelle Bewertungen | Professionelle Bewertungen |
| -------------------------- | -------------------------- |
| Kritiken                   |                            |
| Quelle                     | Bewertung                  |
| allmusic                   | [ 3 ]                      |

Das Albumcover ist größtenteils in Schwarz-weiß gehalten und zeigt 50 Cents Gesicht. Er sieht den Betrachter mit ernstem Blick an. Rechts unten im Bild befinden sich die Schriftzüge Best of in Rot und 50 Cent in Weiß.

## Gastbeiträge
Auf acht Liedern des Albums sind neben 50 Cent andere Künstler vertreten. So ist die Sängerin Olivia an den Songs Candy Shop und Best Friend (Remix) beteiligt, während auf 21 Questions der Sänger Nate Dogg zu hören ist. Das Rap-Duo Mobb Deep tritt auf dem Track Outta Control (Remix) in Erscheinung und das Stück Ayo Technology ist eine Kollaboration mit den Musikern Justin Timberlake und Timbaland. Der Sänger Akon hat einen Gastauftritt bei I’ll Still Kill, während 50 Cent auf Baby by Me mit dem Sänger Ne-Yo zusammenarbeitet. Außerdem hat The Madd Rapper einen Gastbeitrag auf dem Bonussong How to Rob.

## Titelliste
| #  | Titel                    | Gastmusiker                  | Produzent                   | Länge | Original-Album (Jahr)                      |
| -- | ------------------------ | ---------------------------- | --------------------------- | ----- | ------------------------------------------ |
| 1  | In da Club               |                              | Dr. Dre, Mike Elizondo (Co) | 3:13  | Get Rich or Die Tryin’ (2003)              |
| 2  | 21 Questions             | Nate Dogg                    | Dirty Swift of Midi Mafia   | 3:43  | Get Rich or Die Tryin’ (2003)              |
| 3  | P.I.M.P.                 |                              | Mr. Porter                  | 4:09  | Get Rich or Die Tryin’ (2003)              |
| 4  | Disco Inferno            |                              | C. Styles, Bang Out         | 3:33  | The Massacre (2005)                        |
| 5  | Candy Shop               | Olivia                       | Scott Storch                | 3:27  | The Massacre (2005)                        |
| 6  | Just a Lil Bit           |                              | Scott Storch                | 3:57  | The Massacre (2005)                        |
| 7  | Outta Control (Remix)    | Mobb Deep                    | Dr. Dre, Mike Elizondo      | 4:06  | Single (2005)                              |
| 8  | Hustler’s Ambition       |                              | B-Money "B$"                | 3:57  | Get Rich or Die Tryin’ (Soundtrack) (2005) |
| 9  | Best Friend (Remix)      | Olivia                       | Hi-Tek                      | 4:13  | Get Rich or Die Tryin’ (Soundtrack) (2005) |
| 10 | Window Shopper           |                              | C. Styles, Sire             | 3:10  | Get Rich or Die Tryin’ (Soundtrack) (2005) |
| 11 | Ayo Technology           | Justin Timberlake, Timbaland | Timbaland, Danja            | 4:07  | Curtis (2007)                              |
| 12 | I Get Money              |                              | Apex                        | 3:43  | Curtis (2007)                              |
| 13 | Straight to the Bank     |                              | Ty Fyffe, Dr. Dre           | 3:10  | Curtis (2007)                              |
| 14 | I’ll Still Kill          | Akon                         | DJ Khalil                   | 3:43  | Curtis (2007)                              |
| 15 | Get Up                   |                              | Scott Storch                | 3:13  | Single (2008)                              |
| 16 | I Get It In              |                              | Dr. Dre, Mr. Porter         | 3:19  | Single (2009)                              |
| 17 | Baby by Me               | Ne-Yo                        | Polow da Don                | 3:33  | Before I Self Destruct (2009)              |
| 18 | How to Rob (Bonus-Track) | The Madd Rapper              | Trackmasters                | 4:23  | In Too Deep (Soundtrack) (1999)            |

## Kommerzieller Erfolg

### Chartplatzierungen
Best of 50 Cent stieg am 22. April 2017 auf Platz 135 in die US-amerikanischen Albumcharts ein und hielt sich insgesamt neun Wochen in den Top 200. Im April 2024 erreichte es zudem Rang 31 der britischen Charts.
| ChartsChartplatzierungen       | Höchstplatzierung | Wochen |
| ------------------------------ | ----------------- | ------ |
| Vereinigtes Königreich (OCC)   | 31 (… Wo.)        | …      |
| Vereinigte Staaten (Billboard) | 135 (9 Wo.)       | 9      |

| ChartsJahrescharts (2022)    | Platzierung |
| ---------------------------- | ----------- |
| Vereinigtes Königreich (OCC) | 51          |

| ChartsJahrescharts (2023)    | Platzierung |
| ---------------------------- | ----------- |
| Vereinigtes Königreich (OCC) | 44          |

### Auszeichnungen für Musikverkäufe
Im November 2024 erhielt das Album für mehr als 600.000 verkaufte Einheiten im Vereinigten Königreich eine doppelte Platin-Schallplatte.
| Land/Region                  | Auszeichnungen für Musikverkäufe (Land/Region, Auszeichnung, Verkäufe) | Verkäufe |
| ---------------------------- | ---------------------------------------------------------------------- | -------- |
| Frankreich (SNEP)            | Gold                                                                   | 50.000   |
| Vereinigtes Königreich (BPI) | 2× Platin                                                              | 600.000  |
| Insgesamt                    | 1× Gold · 2× Platin ·                                                  | 650.000  |

Hauptartikel: 50 Cent/Auszeichnungen für Musikverkäufe